# Vučko

Vučko auf einer Infotafel aus dem Jahr 1984 vor dem Hauptbahnhof von Sarajevo (Aufnahme von 2011)

Vučko, das Wölfchen (vučko = Verkleinerungsform von vuk, serbokroatisch für 'Wolf') war 1984 das Maskottchen der Olympischen Winterspiele in Sarajevo.

## Entstehung
Vučko wurde vom slowenischen Maler Jože Trobec entworfen und durch eine Wahl in den größten jugoslawischen Zeitungen bestimmt. Er stand zusammen mit fünf weiteren Maskottchen im Finale, diese waren: Ein Schneeball, eine Bergziege, ein Lamm, ein Igel und ein Wiesel. Insgesamt hatten 836 Künstler ihre Vorschläge für das Maskottchen eingereicht.

## Beschreibung
Vučko trug einen roten Schal um seinen Hals und hatte ein Paar roter Ski geschultert. Beliebt wurde Vučko vor allem durch sein „Sarajevouuu!“-Geheul. Laut dem IOC führte das Maskottchen dazu, dass der Wolf in der Region sein schlechtes Image als furchterregendes und blutrünstiges Tier ablegte.